# Loa Falkman
Carl Johan Loa Falkman, född 24 juli 1947 i Stocksund i Danderyds församling, Stockholms län, är en svensk operasångare (baryton), skådespelare och artist.
Han utnämndes till hovsångare 2003.

## Biografi
Falkman debuterade efter studier på bland annat Statens musikdramatiska skola på Kungliga Teatern 1973 som Ferdinand i Tintomara av Lars Johan Werle. Han har vid samma scen senare gjort flera av de stora barytonrollerna i operarepertoaren, bland annat som Papageno i Trollflöjten, titelrollen i Don Giovanni, Figaro i Barberaren i Sevilla och titelrollen i Eugen Onegin.
Sitt internationella genombrott fick Falkman i Paris som Escamillo i Carmen. Han har varit engagerad i stora roller vid flera europeiska operahus. På svenska scener gjorde han under 1990-talet flera uppmärksammade rollprestationer inom opera, operett och musikal, bland de förstnämnda titelrollen i Rigoletto i Malmö, bland de sistnämnda professor Higgins i My Fair Lady på Oscarsteatern i Stockholm. Han har även spelat revy med Lasse Berghagen på Chinateatern. 1999 gjorde han titelrollen i Wozzeck av Alban Berg vid Stockholmsoperan. Uppsättningen finns även inspelad och utgiven på CD.
Falkman är även utbildad vid Calle Flygare Teaterskola.
Han har haft ledande talroller i flera svenska filmer och tv-serier sedan mitten av 1980-talet, exempelvis i Susanne Biers film Pensionat Oskar och tv-filmen Dödsklockan samt tv-serierna Cleo, Kommissionen och Nisse Hults historiska snedsteg.
Utöver detta har han även haft en karriär inom populärmusiken. Han kom på sista plats i Melodifestivalen 1990 med låten ”Symfonin”, som blev något av en kulthit. Han blev sedan en del av Melodifestivalen Hall of Fame 2022. Han har sedermera gjort de två albumen Symfonin och Det vackraste (den senare med Jeanette Köhn och Christer Nerfont). På detta område är Falkmans insatser omstridda.
På senare år har Falkman setts som statsminister Rolf G. Johansson i Kommissionen och medverkat i komediserien Nisse Hults historiska snedsteg. Här bör även nämnas rollen som Julius i filmen 7 miljonärer och partiledaren Theo Rosen i TV4-serien Ett gott parti.
Under några år med början 2012 var Falkman programledare för frågesporten Bit för bit med Loa, som sändes på somrarna i Sveriges radio P2. Säsongen 2012–13 hade han rollerna Albin/Zaza mot Sven Nordin i rollen som George i musikalen La cage aux folles på Oscarsteatern i Stockholm. De fick båda Tidskriften OPERA:s Musikalpris för 2012 för sina rollprestationer.
Den 16 augusti 2014 medverkade Falkman i Sommar i P1 i Sveriges Radio, något han även gjorde 1983. Nyårsaftonen 2014 läste Falkman Tennysons Nyårsklockan på Skansen i Stockholm efter Jan Malmsjö, som avsagt sig uppdraget, han gjorde dock bara detta under ett år; eftersom han med start den 1 februari 2015 spelade Stig i Icas reklamfilmer fram till 2021. Han fick ingen fortsättning på uppdraget för SVT och hans radioprogram Bit för bit med Loa i SR avslutades också.

## Privatliv
Falkman är gift med dansösen Rosy Falkman Jauckens, med vilken han har sönerna David och Jacob. Han är bror till Per Falkman. Fadern var Carl Falkman (1913–1987) som har skrivit om sin tid som restaurangelev vid Restaurant Horcher i Berlin under 1930-talet. Modern var Karin Margareta, född Svennberg (1906-2006). Falkmans farfar var arkitekten och sångaren Harald Falkman.
På fritiden sysslar Falkman bland annat med jakt.
Som barn uttalade han sitt namn ”Carl Loa” och därmed fick han sitt smeknamn Loa.

## Priser och utmärkelser
- Jussi Björlingstipendiet,  1991
- Guldbaggen för bästa manliga huvudroll, för Pensionat Oskar,  1995
- Litteris et Artibus,  2002
- Hovsångare,  2003
- Guldmasken,  2009
- Tidskriften Opera,  2012[13]
- Lunds Studentsångförenings solistpris,  2016
- Melodifestivalens Hall of Fame,  2022[14]

[Redigera Wikidata]

## Filmer och TV-serier
- 1974 – La Bohème
- 1977 – Mästersångarna i Nürnberg
- 1981 – Proserpin
- 1983 – Katy
- 1983 – La tragédie de Carmen
- 1984 – Åke och hans värld
- 1986 – Bröderna Mozart
- 1989 – Huset
- 1989 – Lady och Lufsen (svensk röst i omdubb)
- 1990 – Black Jack
- 1990 – Rosenbaddarna (TV-serie)
- 1990 – Smash (TV-serie)
- 1991 – Facklorna (TV-serie)
- 1991 – T. Sventon och fallet Isabella
- 1994 – Den vite riddaren (TV-serie)
- 1995 – En nämndemans död (TV-serie)
- 1995 – Pensionat Oskar
- 1996 – Lilla Jönssonligan och cornflakeskuppen
- 1996 – Percy Tårar (TV-serie)
- 1997 – Lilla Jönssonligan på styva linan
- 1997 – Slutspel
- 1998 – Staden
- 1999 – Dödsklockan
- 2001 – Fru Marianne (TV-serie)
- 2002 – Det brinner! (TV-serie)
- 2002 – Ice Age (svensk röst)
- 2002 – Cleo (TV-serie)
- 2002 – Skattkammarplaneten (svensk röst)
- 2002 – Talismanen (TV-serie)
- 2002 – Taurus (TV-serie)
- 2004 – Flickan som ville fira jul året om
- 2004 – Kogänget (svensk röst)
- 2004 – Lilla Jönssonligan på kollo
- 2004 – The Last Video
- 2005 – Kommissionen (TV-serie)
- 2006 – Lilla Jönssonligan & stjärnkuppen
- 2006 – 7 miljonärer
- 2006 – Nisse Hults historiska snedsteg (TV-serie)
- 2007 – Ett gott parti (TV-serie)
- 2007 – Predikanten
- 2008 – Livet i Fagervik (TV-serie)
- 2008 – Om ett hjärta (TV-serie)
- 2008 – Perrongen
- 2009 – Polisstyrka X7
- 2011 – Kronjuvelerna
- 2014 – Lost in Stångby
- 2015–2021 – ICA:s reklamfilmer
- 2016 – Vårdgården (TV-serie)
- 2019 – Jag kommer hem igen till jul
- 2025 – Tidstjuven (TV-serie)

## Operor och musikaler
- 1973 – Tintomara
- 1980 – Arresten på Bohus
- 1985 – Maskeradbalen
- 1988 – Askungen
- 2007 – Lawrence Jameson i Rivierans Guldgossar av David Yazbek och Jeffrey Lane, regi Bo Hermansson, Cirkus, Stockholm[15]
- 2010 – Don Giovanni
- 2011 – Romeo och Julia
- 2012 – Zaza/Albin i La cage aux folles av Jerry Herman och Harvey Fierstein, regi Peter Dalle, Oscarsteatern[16]
- 2013 – Spök

## Diskografi
- Henze, Hans Werner, Boulevard Solitude. Cascavelle. (www.amazon.co.uk). (2 cd).
- Berg, Wozzeck. Carl-Johan Falkman, Sten Wahlund, Marianne Eklöf, Leif Segerstam, dirigent et al. Naxos 8660076-77.
- Schubert, Die Winterreise. Sterling CDA 1670-2.
- Titelrollen i Verdis Falstaff. Med Hillevi Martinpelto, Ingrid Tobiasson med flera. Kungliga hovkapellet. Dirigent Pier Giorgio Morandi. 2008. House of Opera CD12136. (www.operapassion.com). Läst 15 januari 2013.
- Strålande Jul. Carl Johan Falkman med kören Ad Libitum (c) 1985; EMI 1361991(LP) 1361994(MC)
- Julstämning. Loa Falkman (Chistmas music). Mariann MLPCD 1858. Svensk mediedatabas.
- Det vackraste. Loa Falkman med flera. Monarch MMGCD 1.
- Vår tids psalmer. Trippel music. Tripple TMCD 001. (1997)
- Kom i min famn – Loa Falkman sjunger Evert Taube. Sony Music, Columbia 88725414122. (2012)
- Jul. Columbia. (2013)